# 200 Motels
Der Film 200 Motels ist ein humoristischer Musikfilm von Frank Zappa, bei dem Tony Palmer und Zappa Regie führten. Er wurde in fünf Acht-Stunden-Tagen mit einem verhältnismäßig kleinen Budget von 679.000 US$ in London zunächst auf Video gedreht und dann auf 35-mm-Filmmaterial kopiert. Er wurde am 29. Oktober 1971 in Beverly Hills uraufgeführt. Die Hauptrollen hatten Theodore Bikel und Ringo Starr inne, außerdem spielten The Mothers of Invention sowie das Royal Philharmonic Orchestra mit. Der Film beschreibt das Leben einer Rockband auf Tournee und wie einen Musiker das Touren in den Wahnsinn treiben kann.
Das eigentliche Drehbuch wurde von Tony Palmer ausgehend von Einzeltexten Zappas kurzfristig zusammengestellt. Während der Drehtage konnte laut Zappa nur etwa ein Drittel des Drehbuchs realisiert werden. Während des Schnitts, der elf Tage in Anspruch nahm, versuchten Palmer und Zappa, einen durchgehenden Plot zu gestalten und Anschlüsse zu wahren.
Barry Miles vermerkt, dass die meisten Zuschauer den Plot des Films unverständlich fanden.
Ein gleichnamiges Album mit der Filmmusik erschien im Oktober 1971 bei United Artists.

## Interpretation
Der Soziologe Ben Watson sieht im Setting von 200 Motels die Limitierung der Kunst und der freien Kreativität im Kapitalismus.

## Rezensionen
Der Journalist Robert Hilburn bewertete den Film als „überwältigende Leistung“. Man erhalte einen guten Eindruck, wie „Zeit, Raum und Verstand im Verlauf einer langen Rocktournee durcheinandergeraten“. Er bezeichnete 200 Motels als „kleinen Klassiker“. Vincent Canby von der New York Times bezeichnete den Film als „nicht unbedingt schlecht“, aber ein Film, in dem soviel gleichzeitig passiere werde schnell anstrengend und einschläfernd. Er sei eine Sammlung aus müden Witzen und spektakulären audiovisuellen Effekten. Zappa verglich seinen Film mit einem aufwändigen Insiderwitz, der Film sei für dasjenige Publikum angelegt, das bereits etwas über die Geschichte der Mothers of Invention wisse.